# آندراش بارونیی
آندراش بارونیی (به مجاری: András Baronyi) (زادهٔ ۱۳ سپتامبر ۱۸۹۲ – درگذشتهٔ ۶ ژوئن ۱۹۴۴) شناگر اهل مجارستان بود.